# セルヒー・ジャダン
セルギー・ジャダン（ウクライナ語: Сергій Жадан, 1974年8月23日 - ）は、ウクライナの小説家、詩人、翻訳家。ウクライナ作家協会副会長。
ルハーンシク州スタロビリシク出身。現在、ハルキウ在住。ハルキウ教育大学で、ウクライナ文学及び世界文学を教えている。翻訳家として、ドイツ語、ベラルーシ語、ロシア語の文学作品をウクライナ語へ翻訳している。2022年ドイツ書籍協会平和賞、2025年オーストリア国家賞ヨーロッパ文学部門受賞。

## 著作

### 小説
- ビッグマック（Біґ Мак） 2003年
- デペッシュ・モード（Депеш Мод） 2004年
- ウクライナにおける混乱（Anarchy in the UKR） 2005年
- 民主主義的な若者の国歌（Гімн демократичної молоді） 2006年
- 資本論（Капітал） 2006年

### 詩集
- Цитатник （1995年）
- Генерал Юда （1995年）
- Пепсі （1998年）
- Вибрані поезії. 1992-2000 （2000年）
- Балади про війну і відбудову （2000年）
- Історія культури початку століття （2003年）
- Цитатник （2005年）
- Марадона （2007年）

## 関連文献
- オリガ・ホメンコ(Ольга Хоменко)「独立後の現代ウクライナ文学：プロセス、ジャンル、人物」『スラヴ文化研究』第16巻、東京外国語大学ロシア東欧課程ロシア語研究室、2019年3月、104-127頁、2024年3月3日閲覧。